# NGC 3451
NGC 3451 (również PGC 32754 lub UGC 6023) – galaktyka spiralna z poprzeczką (SBcd), znajdująca się w gwiazdozbiorze Małego Lwa. Odkrył ją William Herschel 11 kwietnia 1785 roku.
W galaktyce tej zaobserwowano supernową SN 1997dn.